# قائمة قرارات مجلس الأمن التابع للأمم المتحدة من 101 إلى 200
هذه قائمة قرارات مجلس أمن الأمم المتحدة من 101 إلى 200 المعتمدة في الفترة بين 24 نوفمبر 1953 و15 مارس 1965.

## القائمة
| القرار | التاريخ        | التصويت                                                                          | الاهتمامات |
| ------ | -------------- | -------------------------------------------------------------------------------- | --- |
| 101    | 24 نوفمبر 1953 | 9–0–2 (ممتنعون: لبنان، اتحاد الجمهوريات الاشتراكية السوفياتية)                   | انتهاك للهدنة العامة من قبل إسرائيل، مذبحة قبية.                                                                                 |
| 102    | 3 ديسمبر 1953  | 10–0–1 (ممتنع: اتحاد الجمهوريات الاشتراكية السوفياتية)                           | اليابان ومحكمة العدل الدولية |
| 103    | 3 ديسمبر 1953  | 10–0–1 (ممتنع: اتحاد الجمهوريات الاشتراكية السوفياتية)                           | سان مارينو ومحكمة العدل الدولية                                                                                                  |
| 104    | 20 يونيو 1954  | اعتمد 11–0–0                                                                     | انقلاب غواتيمالا 1954 |
| 105    | 28 يوليو 1954  | اعتمد دون تصويت                                                                  | وفاة بينغال ناسينغ راو، والانتخاب لمحكمة العدل الدولية                                                                           |
| 106    | 29 مارس 1955   | اعتمد 11–0–0                                                                     | إدانة هجوم إسرائيلي على الجيش المصري في قطاع غزة                                                                                 |
| 107    | 30 مارس 1955   | اعتمد 11–0–0                                                                     | دعت إلى تعاون مصر وإسرائيل مع هيئة الإشراف على الهدنة                                                                            |
| 108    | 8 سبتمبر 1955  | اعتمد 11–0–0                                                                     | نداء من أجل وقف إطلاق النار غير المشروط في فلسطين                                                                                |
| 109    | 14 ديسمبر 1955 | 8–0–3 (الممتنعون عن التصويت: بلجيكا، جمهورية الصين، الولايات المتحدة الأمريكية)  | قبول: الأردن، أيرلندا، البرتغال، هنغاريا، إيطاليا، النمسا، رومانيا بلغاريا وفنلندا وسيلان ونيبال وليبيا وكمبوديا ولاوس واسبانيا. |
| 110    | 16 ديسمبر 1955 | 9–1–1 (ضد: اتحاد الجمهوريات الاشتراكية السوفياتية، الامتناع عن التصويت: فرنسا)   | مراجعة ميثاق الأمم المتحدة |
| 111    | 19 يناير 1956  | اعتمد 11–0–0                                                                     | إسرائيل وسوريا واتفاقية الهدنة العامة                                                                                            |
| 112    | 6 فبراير 1956  | اعتمد 11–0–0                                                                     | قبول السودان |
| 113    | 4 أبريل 1956   | اعتمد 11–0–0                                                                     | الحد من التوترات على طول خطوط الهدنة في الشرق الأوسط                                                                             |
| 114    | 4 يونيو 1956   | اعتمد 11–0–0                                                                     | الأطراف في اتفاقية الهدنة في الشرق الأوسط                                                                                        |
| 115    | 20 يوليو 1956  | اعتمد 11–0–0                                                                     | قبول المغرب |
| 116    | 26 يوليو 1956  | اعتمد 11–0–0                                                                     | قبول تونس |
| 117    | 6 سبتمبر 1956  | اعتمد 11–0–0                                                                     | وفاة القاضي هسو مو والانتخاب لمحكمة العدل الدولية                                                                                |
| 118    | 13 أكتوبر 1956 | اعتمد 11–0–0                                                                     | مصر وقناة السويس |
| 119    | 31 أكتوبر 1956 | 7-2 (ضد: فرنسا، المملكة المتحدة؛ الممتنعون عن التصويت: أستراليا، بلجيكا)         | اجتياز مناقشة قناة السويس أمام الجمعية العامة في أول دورة استثنائية طارئة                                                        |
| 120    | 4 نوفمبر 1956  | 10–1–0 (ضد: اتحاد الجمهوريات الاشتراكية السوفياتية)                              | اجتياز مناقشة الثورة المجرية إلى الجمعية العامة في الدورة الاستثنائية الطارئة الثانية                                            |
| 121    | 12 ديسمبر 1956 | اعتمد 11–0–0                                                                     | قبول اليابان |
| 122    | 24 يناير 1957  | 10–0–1 (ممتنع: اتحاد الجمهوريات الاشتراكية السوفياتية)                           | حكم المؤتمر الوطني لجامو وكشمير                                                                                                  |
| 123    | 21 فبراير 1957 | 10–0–1 (ممتنع: اتحاد الجمهوريات الاشتراكية السوفياتية)                           | زيارة رئيس المجلس لشبه القارة الهندية                                                                                            |
| 124    | 7 مارس 1957    | اعتمد 11–0–0                                                                     | قبول غانا |
| 125    | 5 سبتمبر 1957  | اعتمد 11–0–0                                                                     | قبول ماليزيا |
| 126    | 2 ديسمبر 1957  | 10–0–1 (ممتنع: اتحاد الجمهوريات الاشتراكية السوفياتية)                           | زيارة لممثل الأمم المتحدة إلى الهند وباكستان وكشمير                                                                              |
| 127    | 22 يناير 1958  | اعتمد 11–0–0                                                                     | تنظيم رئيس الأركان في المناطق المنزوعة السلاح في الشرق الأوسط                                                                    |
| 128    | 11 يونيو 1958  | 10–0–1 (ممتنع: اتحاد الجمهوريات الاشتراكية السوفياتية)                           | تدخل الجمهورية العربية المتحدة في لبنان                                                                                          |
| 129    | 7 أغسطس 1958   | اعتمد 11–0–0                                                                     | الدعوة لدورة طارئة للجمعية العامة بشأن شكوى لبنان                                                                                |
| 130    | 25 نوفمبر 1958 | اعتمدت بدون تصويت                                                                | وفاة القاضي خوسيه غوستافو غيريرو والانتخابات لمحكمة العدل الدولية                                                                |
| 131    | 9 ديسمبر 1958  | 10–0–1 (ممتنع: فرنسا)                                                            | قبول غينيا |
| 132    | 7 سبتمبر 1959  | 10–1–0 (ضد: اتحاد الجمهوريات الاشتراكية السوفياتية)                              | شكوى من لاوس من انتهاكات الحدود من قبل القوات الفيتنامية الشمالية                                                                |
| 133    | 26 يناير 1960  | اعتمد 11–0–0                                                                     | قبول الكاميرون |
| 134    | 1 أبريل 1960   | 9–0–2 (الممتنعون: فرنسا، المملكة المتحدة)                                        | إدانة مذبحة شاربفيل والأبارثيد في جنوب أفريقيا                                                                                   |
| 135    | 27 مايو 1960   | 9–0–2 (الممتنعون: بولندا، اتحاد الجمهوريات الاشتراكية السوفياتية)                | العلاقات بين الأعضاء الدائمين في مجلس الأمن                                                                                      |
| 136    | 31 مايو 1960   | اعتمد 11–0–0                                                                     | قبول توغو |
| 137    | 31 مايو 1960   | اعتمد بدون تصويت                                                                 | وفاة القاضي هيرش لوترباخت والانتخابات لمحكمة العدل الدولية                                                                       |
| 138    | 23 يونيو 1960  | 8–0–2 (الممتنعون: بولندا، اتحاد الجمهوريات الاشتراكية السوفيتية)                 | نقل أدولف أيخمان من الأرجنتين إلى إسرائيل                                                                                        |
| 139    | 28 يونيو 1960  | اعتمد 11–0–0                                                                     | قبول اتحاد مالي |
| 140    | 29 يونيو 1960  | اعتمد 11–0–0                                                                     | قبول جمهورية مدغشقر |
| 141    | 5 يوليو 1960   | اعتمد 11–0–0                                                                     | قبول الصومال |
| 142    | 7 يوليو 1960   | اعتمد 11–0–0                                                                     | قبول جمهورية الكونغو الديمقراطية                                                                                                 |
| 143    | 17 يوليو 1960  | 8–0–3 (الممتنعون: جمهورية الصين، فرنسا، المملكة المتحدة)                         | أزمة الكونغو، داعيا لانسحاب القوات البلجيكية                                                                                     |
| 144    | 19 يوليو 1960  | 9–0–2 (الممتنعون: بولندا، اتحاد الجمهوريات الاشتراكية السوفياتية)                | العلاقات الأمريكية الكوبية |
| 145    | 22 يوليو 1960  | اعتمد 11–0–0                                                                     | أزمة الكونغو، انسحاب القوات البلجيكية                                                                                            |
| 146    | 9 أغسطس 1960   | 9–0–2 (الممتنعون: فرنسا، إيطاليا)                                                | أزمة الكونغو: دخول قوات الأمم المتحدة إلى كاتانغا                                                                                |
| 147    | 23 أغسطس 1960  | اعتمد 11–0–0                                                                     | قبول بنين |
| 148    | 23 أغسطس 1960  | اعتمد 11–0–0                                                                     | قبول النيجر |
| 149    | 23 أغسطس 1960  | اعتمد 11–0–0                                                                     | قبول جمهورية فولتا العليا |
| 150    | 23 أغسطس 1960  | اعتمد 11–0–0                                                                     | قبول ساحل العاج |
| 151    | 23 أغسطس 1960  | اعتمد 11–0–0                                                                     | قبول تشاد |
| 152    | 23 أغسطس 1960  | اعتمد 11–0–0                                                                     | قبول جمهورية الكونغو |
| 153    | 23 أغسطس 1960  | اعتمد 11–0–0                                                                     | قبول غابون |
| 154    | 23 أغسطس 1960  | اعتمد 11–0–0                                                                     | قبول جمهورية أفريقيا الوسطى |
| 155    | 23 أغسطس 1960  | اعتمد 11–0–0                                                                     | قبول قبرص |
| 156    | 9 سبتمبر 1960  | 9–0–2 (الممتنعون: بولندا، اتحاد الجمهوريات الاشتراكية السوفياتية)                | معاقبة نظام تروخيو في جمهورية الدومينيكان                                                                                        |
| 157    | 17 سبتمبر 1960 | 8-2-1 (ضد: بولندا، اتحاد الجمهوريات الاستراكية السوفيتية؛ ممتنع: فرنسا)          | الدورة الطارئة للجمعية العامة بشأن أزمة الكونغو                                                                                  |
| 158    | 28 سبتمبر 1960 | اعتمد 11–0–0                                                                     | قبول السينيغال |
| 159    | 28 سبتمبر 1960 | اعتمد 11–0–0                                                                     | قبول مالي |
| 160    | 7 أكتوبر 1960  | اعتمد 11–0–0                                                                     | قبول نيجيريا |
| 161    | 21 فبراير 1961 | 9–0–2 (الممتنعون: فرنسا، اتحاد الجمهوريات الاشتراكية السوفياتية)                 | وفاة باتريس لومومبا، انسحاب القوات غير التابعة للأمم المتحدة في الكونغو                                                          |
| 162    | 11 أبريل 1961  | 8–0–3 (الممتنعون: جيلون اتحاد الجمهوريات الاشتراكية السوفياتية، العربية المتحدة) | قرار لجنة الهدنة المشتركة بين إسرائيل والأردن حول إسرائيل                                                                        |
| 163    | 9 يونيو 1961   | 9–0–2 (الممتنعون: فرنسا، المملكة المتحدة )                                       | حرب الاستقلال الأنغولية والبرتغال                                                                                                |
| 164    | 22 يوليو 1961  | 10–0–0 (فرنسا لم تصوت)                                                           | الصراع بين فرنسا وتونس |
| 165    | 26 سبتمبر 1961 | اعتمد 11–0–0                                                                     | قبول سيراليون |
| 166    | 25 أكتوبر 1961 | 9–0–1 (ضد: الولايات المتحدة; الجمهورية الصينية؛ لم تصوت)                         | قبول منغوليا |
| 167    | 25 أكتوبر 1961 | 9–1–1 (ضد: العربية المتحدة; ممتنع: الجمهوريات الاتحادية الاشتراكية السوفياتية )  | قبول موريتانيا |
| 168    | 3 نوفمبر 1961  | اعتمد 11–0–0                                                                     | توصية لأمين عام بالإنابة |
| 169    | 24 نوفمبر 1961 | 9–0–2 (الممتنعون: فرنسا، المملكة المتحدة)                                        | الكونغو: أنشطة انفصالية في كاتانغا، هجمات على قوات الأمم المتحدة                                                                 |
| 170    | 14 ديسمبر 1961 | اعتمد 11–0–0                                                                     | قبول تنزانيا |
| 171    | 9 أبريل 1962   | 10–0–1 (ممتنع: فرنسا)                                                            | إدانة إسرائيل وسوريا للقيام بأعمال عسكرية في منطقة بحيرة طبرية                                                                   |
| 172    | 26 يوليو 1962  | اعتمد 11–0–0                                                                     | قبول روندا |
| 173    | 26 يوليو 1962  | اعتمد 11–0–0                                                                     | قبول بروندي |
| 174    | 12 سبتمبر 1962 | اعتمد 11–0–0                                                                     | قبول جمايكا |
| 175    | 12 سبتمبر 1962 | اعتمد 11–0–0                                                                     | قبول ترينيداد وتوباغو |
| 176    | 4 أكتوبر 1962  | 10–0–1 (ممتنع: الجمهورية الصينية)                                                | قبول الجزائر |
| 177    | 15 أكتوبر 1962 | اعتمد 11–0–0                                                                     | قبول أوغندا |
| 178    | 24 أبريل 1963  | اعتمد 11–0–0                                                                     | انتهاكات الأراضي السنغالية من قبل القوات البرتغالية                                                                              |
| 179    | 11 يونيو 1963  | 10–0–1 (ممتنع: الجمهوريات الاتحادية الاشتراكية السوفياتية)                       | ثورة 26 سبتمبر اليمنية |
| 180    | 31 يوليو 1963  | 8–0–3 (ممتنع: فرنسا، المملكة المتحدة، الولايات المتحدة)                          | الإمبراطورية البرتغالية |
| 181    | 7 أغسطس 1963   | 9–0–2 (ممتنع: فرنسا، المملكة المتحدة)                                            | تراكم الأسلحة والفصل العنصري في جنوب إفريقيا                                                                                     |
| 182    | 4 ديسمبر 1963  | اعتمد 11–0–0                                                                     | التمييز العنصري في جنوب أفريقيا                                                                                                  |
| 183    | 11 ديسمبر 1963 | 10–0–1 (ممتنع: فرنسا)                                                            | المناطق البرتغالية |
| 184    | 16 ديسمبر 1963 | اعتمد 11–0–0                                                                     | قبول زانزيبار |
| 185    | 16 ديسمبر 1963 | اعتمد 11–0–0                                                                     | قبول كينيا |
| 186    | 4 مارس 1964    | اعتمد 11–0–0                                                                     | توصية قوة حفظ السلام في قبرص |
| 187    | 13 مارس 1964   | اعتمد 11–0–0                                                                     | قوة الأمم المتحدة لحفظ السلام في قبرص                                                                                            |
| 188    | 9 أبريل 1964   | 9–0–2 (ممتنعون: المملكة المتحدة، الولايات المتحدة)                               | هجمات بريطانية في اليمن ومخالفة المجال الجوي لاتحاد جنوب الجزيرة العربية                                                         |
| 189    | 4 يونيو 1964   | اعتمد 11–0–0                                                                     | انتهاكات القوات الفيتنامية الجنوبية في كمبوديا                                                                                   |
| 190    | 9 يونيو 1964   | 7–0–4 (ممتنعون: البرازيل، فرنسا، المملكة المتحدة، الولايات المتحدة)              | محاكمة ريفونيا في جنوب أفريقيا                                                                                                   |
| 191    | 18 يونيو 1964  | 8–0–3 (ممتنعون: يوغوزلوفاكية، فرنسا، جمهوريات الاتحادية الاشتراكية السوفياتية)   | التمييز العنصري في جنوب أفريقيا                                                                                                  |
| 192    | 20 يونيو 1964  | اعتمد 11–0–0                                                                     | تمديد قوة حفظ السلام في قبرص لمدة 3 أشهر                                                                                         |
| 193    | 25 سبتمبر 1964 | 9–0–2 (ممتنعون: يوغوزلوفاكيا، الجمهوريات الاتحادية الاشتراكية السوفياتية)        | دعوة تركيا لإنهاء القصف في قبرص                                                                                                  |
| 194    | 25 سبتمبر 1964 | اعتمد 11–0–0                                                                     | تمديد قوة حفظ السلام في قبرص لمدة 3 أشهر                                                                                         |
| 195    | 9 أكتوبر 1964  | اعتمد 11–0–0                                                                     | قبول ملاوي |
| 196    | 30 أكتوبو 1964 | اعتمد 11–0–0                                                                     | قبول مالطا |
| 197    | 30 أكتوبر 1964 | اعتمد 11–0–0                                                                     | قبول زامبيا |
| 198    | 18 ديسمبر 1964 | اعتمد 11–0–0                                                                     | تمديد قوة حفظ السلام في قبرص لمدة 3 أشهر                                                                                         |
| 199    | 30 ديسمبر 1964 | 10–0–1 (ممتنع: فرنسا)                                                            | مطالبة الدول بوقف التدخل في الكونغو                                                                                              |
| 200    | 15 مارس 1965   | اعتمد 11–0–0                                                                     | قبول بامغيا |